# Slag om de Afsluitdijk
De Slag om de Afsluitdijk was een poging van Nazi-Duitsland om in 1940 de Afsluitdijk in te nemen. Deze poging mislukte doordat de Nederlandse verdedigers, ongeveer 225 soldaten, de Duitsers tegen wisten te houden dankzij de sterke fortificaties van de Stelling Kornwerderzand. Ze konden van daaruit de 1e Duitse cavaleriedivisie de doorgang beletten.

## De aanleiding
De Duitsers vielen Nederland op 10 mei 1940 binnen en twee dagen later waren ze bij Leeuwarden. Het plan was om de Vesting Holland zowel van de noord-, oost- alsmede de zuidkant aan te vallen. De noordelijke route liep langs de Afsluitdijk, waar Nederlandse soldaten in zware fortificaties de wacht hielden aan de oostzijde van de dijk. Een even zware fortificatie was aan de westzijde, nabij Den Oever, gebouwd.

## De slag
Hoewel de Duitsers zich bewust waren van het feit dat de Afsluitdijk zwaar gefortificeerd was met kazematten, werd er besloten om een poging te wagen om de Afsluitdijk over te steken. Op 12 mei, nadat de Wonsstelling was ingenomen, rukten de Duitsers op naar de Afsluitdijk. Ze kwamen hier om vijf uur 's middags aan. De Duitse onderneming mislukte. Dat kwam mede door de kanonneerboot Hr. Ms. Johan Maurits van Nassau, die vanaf de Doove Balg in de Waddenzee een Duitse batterij bij Kornwerd onder vuur nam. De Duitsers werden door de beschieting gedwongen hun artillerie terug te trekken.
Na het afslaan van de eerste gewapende Duitse verkenning op de dijk, waarbij hoogstens een kleine formatie verkenners tot voorbij de knik in de dijk de Nederlandse stelling benaderde, werd een tweede poging voorbereid. Op 13 mei werd een zware artilleriebeschieting op de zwaarste forten gericht. Ook enkele Duitse duikbommenwerpers werden ingezet. Een 500 kg bom sloeg weliswaar een flink stuk beton van een van de hoofdkazematten, maar de meters dikke wanden lieten voldoende bescherming over. Enkele Duitse vliegtuigen werden beschadigd of neergeschoten. De Duitse artilleriebarrage kreeg geen vervolg. Aan Duitse kant had de commandant van de 1e Kavallerie Division, generaal Feldt, besloten om met behulp van schepen het IJsselmeer over te gaan en ten noorden van Amsterdam te landen. Daarmee eindigde de belegering van Kornwerderzand.
Het Nederlandse leger capituleerde na het bombardement op Rotterdam. De Stelling Kornwerderzand was de enige Nederlandse stelling die de Duitsers heeft weten tegen te houden.

## Mythes
Mede naar aanleiding van publicaties van Eppo Brongers, een bekende publicist over de gebeurtenissen in de meidagen van 1940 ontstond een hardnekkige mythe. De Nederlandse bezetting van de forten bij het sluiscomplex zou onder de aanvallende Duitsers een bloedbad hebben aangericht. Er zouden vele honderden Duitsers zijn gesneuveld. Deze verhalen kwamen voort uit geruchten tijdens en kort na de Duitse aanval op Nederland in 1940, waarbij bewoners in de regio verhalen over vrachtwagens vol lichamen verspreidden. Hoewel Brongers inmiddels zijn versie van het gebeuren heeft herzien, blijft bij velen de mythe van een bloedbad hardnekkig. In werkelijkheid kwamen drie Duitse militairen om het leven bij de 'aanval', en nog twee bij een eerdere verkenning.
Een tweede debat over de kwestie betreft de vraag of er nu een Duitse aanval of een verkenning plaatsvond. Brongers houdt vol dat er sprake was van een bataljonsaanval. De officiële geschiedschrijving, zoals door het Nederlands Instituut voor Militaire Historie neergelegd in het werk 'Mei 1940 - de gebeurtenissen op Nederlands grondgebied', houdt vast aan een gewapende verkenning. Het Duitse archief is ter zake onduidelijk. De Duitse oorlogsjournalist Leo Leixner die aanwezig was, spreekt van een 'gewaltsame Aufklärung' (gewapende verkenning) met de volgende doelen:
- Vaststellen of de vijand zich verdedigt
- Vaststellen hoe sterk de verdedigingsmiddelen zijn en of de vijand over artillerie beschikt
- Onschadelijk maken van mijnen en uitschakelen van bunker.[2]